# Saham Club
Il Saham Club è un club sportivo dell'Oman con sede a Saham. Il club sta attualmente giocando nella Lega omanita professionistica, massima divisione della Federazione calcistica dell'Oman. Il loro stadio di casa è il Sohar Regional Sports Complex.

## Palmarès

### Competizioni nazionali
- Coppa del Sultano Qabus: 2

2009, 2015-2016

### Altri piazzamenti
- Coppa dei Campioni del Golfo:

Finalista: 2014